# 英国国防参谋长
英国国防参谋长（英語：Chief of the Defence Staff）是英國陸海空三軍中的最高军职和英国首相、国防大臣的最高军事顧問，相當於各國軍隊的總參謀長（或北约及欧盟国家的國防總長）。国防参谋长与国防部常务次官一起管理英国国防部的文武庶务。
根据英国宪法，元首（英国君主）是全軍統帥。然而在实践中，英国政府事实上行使君主特权，并通过国防部国防委员会指挥軍隊，国防大臣是其委员。国防参谋长是由首相根据国防大臣建议提名，最后经君主批准任命。

## 组织
国防参谋长的主要助手包括设立于1997年的国防副参谋长（当国防参谋长军衔下降后），副参谋长的军衔与国防参谋长一样，但軍種不能与国防参谋长相同。此外还有几名國防參謀次長辅佐参谋长和副参谋长工作：
- 作戰參謀次长——通常直屬副參謀長，有时也直屬国防参谋长。
- 人事訓練参谋次长
- 戰力参谋次长

国防参谋长的工作与国防部文官之首的常务次官有密切的联系，这两个职位都直屬国防大臣。国防参谋长的职责侧重于军事作戰和战略，常务次官侧重于军事行政和财务管理。

## 历史
國防參謀長職位首創于1959年，反映出第二次世界大战中出现的新概念「联合作战」的影响。首任國防參謀長是皇家空军元帥威廉·迪克森。在设立这一职位之前，他从1956年起担任参谋长委员会主席。1956年前，虽然参谋长委员会没有专设的主席职位，但三個军种的指揮官轮流主持委员会。从1959年设立到70年代中期，国防参谋长一直执行严格的军种轮换。这种规则第一次打破是由於前国防参谋长安德鲁·汉弗莱空军元帅任内逝世。在80年代，出现了连续两位皇家海军出身的国防参谋长，他们一共在任六年。
到1997年为止，之前所有的国防参谋长都晉升英军的最高军衔——海军元帅、陆军元帅或空军元帅（相当于北约10级军衔）。然而随着冷战的结束，英国军力的缩减以及和平时期没有授元帅军衔的理由，1997年后，国防参谋长的军衔下降为上將（海军上将、陆军上将或空军上将，相当于北约9级军衔）。2010年代，查尔斯·加斯李陸軍上將、迈克尔·博伊斯海軍上將、迈克尔·沃克陸軍上將和乔克·司徒瑞普空軍上將在卸任国防参谋长后得以晋升为元帅。迄今为止，还没有来自海军陆战队的將官担任过国防参谋长，虽然并无明文禁止海军陆战队军官担任国防参谋长，但尚無海军陆战队將官得到堪足出任此职的军衔。2016年，戈登·迈森哲海军陆战队中將获得上將军衔并出任国防副参谋长。

## 列表（1959-至今）
| 肖像 | 军衔 在任时 | 姓名                | 军种 | 就任时间       | 在职时长 | 离任时间       |
| ---- | ----------- | ------------------- | ---- | -------------- | -------- | -------------- |
|      | 元帅        | 威廉·迪克森爵士     | 空軍 | 1959年1月1日   | 192天    | 1959年7月12日  |
|      | 元帅        | 蒙巴顿伯爵          | 海軍 | 1959年7月13日  | 6年2天   | 1965年7月15日  |
|      | 元帅        | 理查德·赫尔爵士     | 陸軍 | 1965年7月16日  | 2年19天  | 1967年8月4日   |
|      | 元帅        | 查尔斯·埃尔沃西爵士 | 空軍 | 1967年8月4日   | 3年247天 | 1971年8月8日   |
|      | 元帅        | 彼得·希尔-诺顿爵士  | 海軍 | 1971年8月9日   | 2年195天 | 1973年10月21日 |
|      | 元帅        | 迈克尔·卡弗爵士     | 陸軍 | 1973年10月21日 | 3年3天   | 1976年10月24日 |
|      | 元帅        | 安德鲁·汉弗莱爵士   | 空軍 | 1976年10月24日 | 92天     | 1977年1月24日  |
|      | 元帅        | 爱德华·阿什莫尔爵士 | 海軍 | 1977年2月9日   | 202天    | 1977年8月30日  |
|      | 元帅        | 尼尔·卡梅伦爵士     | 空軍 | 1977年8月31日  | 2年0天   | 1979年8月31日  |
|      | 元帅        | 特伦斯·列文爵士     | 海軍 | 1979年9月1日   | 3年29天  | 1982年9月30日  |
|      | 元帅        | 彭英武爵士          | 陸軍 | 1982年10月1日  | 3年30天  | 1985年10月31日 |
|      | 元帅        | 裴恆善爵士          | 海軍 | 1985年11月1日  | 3年38天  | 1988年12月9日  |
|      | 元帅        | 戴维·克雷格爵士     | 空軍 | 1988年12月9日  | 2年113天 | 1991年4月1日   |
|      | 元帅        | 理查德·文森特爵士   | 陸軍 | 1991年4月2日   | 1年273天 | 1992年12月31日 |
|      | 元帅        | 彼得·哈丁爵士       | 空軍 | 1992年12月31日 | 1年72天  | 1994年3月13日  |
|      | 元帅        | 彼得·英奇爵士       | 陸軍 | 1994年3月15日  | 3年17天  | 1997年4月1日   |
|      | 上将        | 查尔斯·加斯李爵士   | 陸軍 | 1997年4月2日   | 3年319天 | 2001年2月15日  |
|      | 上将        | 迈克尔·博伊斯爵士   | 海軍 | 2001年2月16日  | 2年75天  | 2003年5月2日   |
|      | 上将        | 迈克尔·沃克爵士     | 陸軍 | 2003年5月2日   | 2年361天 | 2006年4月28日  |
|      | 上将        | 乔克·司徒瑞普爵士   | 空軍 | 2006年4月28日  | 4年184天 | 2010年10月29日 |
|      | 上将        | 戴维·理查兹爵士     | 陸軍 | 2010年10月29日 | 2年271天 | 2013年7月18日  |
|      | 上将        | 尼克·霍顿爵士       | 陸軍 | 2013年7月18日  | 2年362天 | 2016年7月14日  |
|      | 上将        | 斯图尔特·彼奇爵士   | 空軍 | 2016年7月14日  | 1年332天 | 2018年6月11日  |
|      | 上将        | 尼古拉斯·卡特爵士   | 陸軍 | 2018年6月11日  | 3年172天 | 2021年11月30日 |
|      | 上将        | 托尼·拉达金爵士     | 海軍 | 2021年11月30日 | 3年112天 | 現任           |

## 封爵
通常，国防参谋长都会在卸任后获封终身贵族进入上议院成为中立议员，他们的任命不通过上议院任命委员会，而是由首相直接提名，君主批准，挑选优秀服役的公职人员成为贵族往往視同首相特权。前國防參謀長戴维·理查兹陸軍上將于2014年获封赫斯特蒙索的理查兹男爵进入上院。